# Saint-Gengoux-le-National
Saint-Gengoux-le-National település Franciaországban, Saône-et-Loire megyében. Lakosainak száma 1047 fő (2022. január 1.). Saint-Gengoux-le-National Culles-les-Roches, Savigny-sur-Grosne, Burnand, Malay, Saint-Boil, Saint-Maurice-des-Champs, Santilly és Sercy községekkel határos.

## Népesség
A település népessége az elmúlt években az alábbi módon változott:
| Lakosok száma | 1041 | 1041 | 1052 | 1046 | 1049 | 1058 | 1053 | 1047 | 1047 |
|               | 2013 | 2015 | 2016 | 2017 | 2018 | 2019 | 2020 | 2021 | 2022 |